# Superior (album)
 For alternative betydninger, se Superior. (Se også artikler, som begynder med Superior)
Superior er Tim Christensens tredje studiealbum, der der udkom i 2008. Albummet modtog fem ud af seks stjerner i musikmagasinet GAFFA.

## Spor
1. "One Of These Days"
2. "Hard To Make You Mine"
3. "Superior"
4. "Wonder Of Wonders"
5. "Two Is A Crowd"
6. "India"
7. "As I Let You In"
8. "Tell Me What You Really Want"
9. "Love Rears Its Ugly Head"
10. "Song For Shelly"
11. "Follow My Lead"
12. "Maggie My Dear"